# Acanthophyllum korshinskyi
Acanthophyllum korshinskyi är en nejlikväxtart som beskrevs av Boris Konstantinovich Schischkin. Acanthophyllum korshinskyi ingår i släktet Acanthophyllum och familjen nejlikväxter. Inga underarter finns listade i Catalogue of Life.